# کیت میبرلی
کیت میبرلی (انگلیسی: Kate Maberly؛ زادهٔ ۱۴ مارس ۱۹۸۲) هنرپیشه و خواننده اهل بریتانیا است. وی از سال ۱۹۹۱ میلادی تاکنون مشغول فعالیت بوده‌است.
از فیلم‌ها یا برنامه‌های تلویزیونی که وی در آن نقش داشته‌است می‌توان به در جستجوی ناکجاآباد، باغ مخفی، ویکتوریا و آلبرت و آدمکشان میدسامر اشاره کرد.